# Serjania cissoides
Serjania cissoides är en kinesträdsväxtart som beskrevs av Ludwig Radlkofer. Serjania cissoides ingår i släktet Serjania och familjen kinesträdsväxter. Inga underarter finns listade i Catalogue of Life.